# Peter Uffenbach
Peter Uffenbach (Francoforte sul Meno, 28 novembre 1566 – Francoforte sul Meno, 22 novembre 1635) è stato un medico e editore tedesco.

## Biografia
Peter Uffenbach dopo aver studiato in Italia, ritornò a Francoforte sul Meno. Fu editore e traduttore di numerose opere di: medicina, chirurgia , veterinaria e botanica. Pubblicò tra gli altri: Practica medicinalis di Leonello Vittorio; le opere di Ercole Sassonia, medico padovano, con il titolo: Pantheon medicinæ selectum , Francoforte, 1603; tradusse l'Alchimia Nova di Giovanni Battista Birelli;  e nel 1619 un'edizione dell'Hortus sanitatis, proveniente da Cuba. Tradusse dall'italiano in tedesco l' Herbario novo di Castore Durante, nel 1609, e in latino la chirurgia di Gabriele Ferrara: Sylva chirurgiæ.

## Opere
- Dissertatio de generatione et interitu, Strasbourg, (1591)
- Dissertatio de venenis ac morbificis medicinis in genere, Bâle, (1597)
- Thesaurus chirurgicus, Francfort, (1610)
- Dispensatorium galenochymicum, ibid., (1631)